# Total (альбом)
Total — дебютний альбом французького електронного виконавця SebastiAn.

## Обкладинка альбому
Обкладинка альбому сфотографована Jean-Baptiste Mondino. Зображення Себастіана який цілує себе викликала деякі суперечки, непорозуміння та плутанину у фанатів та глядачів. Себастіан сам розповів про обкладинку у своєму інтерв'ю:
Я рідко роблю речі з певної причини: для початку, ідея подвійного поцілунку сама представляє моє бачення артистичної позиції; це тип серйозного жарту про відносини, які артист має з його его. Крім того, мої перші обкладинки були трасуванням мого обличчя, тому я хотів дотримуватися цієї ідеї з фотографією, додаючи щось нове. Коли ви граєте в гру, ви повинні грати в неї повністю або ніяк. Так, наприклад, навіть якщо вам не подобається ваше обличчя, ви повинні прийняти його, надавати виразності! Вибір чорного і білого полягає в тому, щоб розділитись з часто вживаною дуже барвистою графікою техно. Обкладинка, підписана Mondino, символізує бажання творця, абсолютне его самого митця, який цілує і пожирає себе.

## Список пісень
| #   | Назва                                                 | Тривалість |
| --- | ----------------------------------------------------- | ---------- |
| 1.  | «Hudson River»                                        | 0:50       |
| 2.  | «Love in Motion» (featuring Mayer Hawthorne)          | 3:06       |
| 3.  | «Tough Games [Interlude]»                             | 0:41       |
| 4.  | «Embody»                                              | 3:46       |
| 5.  | «Ross Ross Ross»                                      | 3:40       |
| 6.  | «Fried»                                               | 4:04       |
| 7.  | «Kindercut»                                           | 4:07       |
| 8.  | «Water Games [Interlude]»                             | 0:38       |
| 9.  | «Total»                                               | 1:22       |
| 10. | «Jack Wire»                                           | 2:45       |
| 11. | «C.T.F.O» (featuring M.I.A.)                          | 2:55       |
| 12. | «Cartoon [Interlude]»                                 | 0:34       |
| 13. | «Arabest»                                             | 3:16       |
| 14. | «Prime»                                               | 3:07       |
| 15. | «Mean Games [Interlude]»                              | 0:53       |
| 16. | «Tetra» (спродюсована разом з Гаспаром Оже з Justice) | 2:55       |
| 17. | «Motor»                                               | 4:03       |
| 18. | «Night [Interlude]»                                   | 0:46       |
| 19. | «Yes»                                                 | 3:43       |
| 20. | «Bird Games [Interlude]»                              | 0:38       |
| 21. | «Doggg»                                               | 3:12       |
| 22. | «Frustra [Outro]»                                     | 0:26       |
| 23. | «Organia (iTunes бонус)»                              | 2:36       |